# سیارک ۴۸۵۲
سیارک ۴۸۵۲ (به انگلیسی: 4852 Pamjones، نامگذاری:1977JD) چهار هزار و هشتصد و پنجاه و دومین سیارک کشف شده‌است که در ۱۵ مه ۱۹۷۷ کشف شد.
قدر مطلق سیارک برابر ۱۳٫۷۰ است.